# Дубиново
Дубиново (укр. Дубинове) — село, относится к Савранскому району Одесской области Украины.
Население по переписи 2001 года составляло 1216 человек. Почтовый индекс — 66220. Телефонный код — 4865. Занимает площадь 4,2 км². Код КОАТУУ — 5124380901.
В селе родился Герой Советского Союза Иван Покотило.